# Berlancourt (Oise)
Berlancourt é uma comuna francesa na região administrativa de Altos da França, no departamento de Oise. Estende-se por uma área de 7,12 km². Em 2010 a comuna tinha 329 habitantes (densidade: 46,2 hab./km²).